# Свети Пантелеймон (Ехловец)
Вижте пояснителната страница за други значения на Свети Пантелеймон.
„Свети Пантелеймон“ (на македонска литературна норма: „Свети Пантелејмон“) е възрожденска църква в кичевското село Ехловец, Северна Македония. Църквата е част от Кичевското архиерейско наместничество на Дебърско-Кичевската епархия на Македонската православна църква – Охридска архиепископия.
Разположена е в центъра на селото и е гробищен храм. Изградена е в 1850 година. Големият иконостас е дело на мияшки майстори. Според Асен Василиев иконостасът на ехоецката църква е дело на рода Филипови.